# 馬斯喀
馬斯喀（穆麟德轉寫：maska，？—1704年）、又名馬思喀，諡襄貞，富察氏，清朝武官。
侍衛出身，后襲佐領，后擔任護軍參領。康熙二十七年，任武備院卿。康熙二十八年，任鑲黃旗滿洲副都統。康熙三十年，任內務府總管。康熙三十四年，任鑲黃旗領侍衛內大臣。康熙三十五年，任管滿洲火器營大臣、平北大將軍、議政大臣。次年，任昭武將軍。康熙四十一年，任鑲白旗蒙古都統。著有《塞北紀程》。

## 家族及后代
- 祖父：哈什屯、（嫡）祖母：觉罗氏[10][11]
- 父亲：米思翰、（嫡）母：穆溪觉罗氏、博尔济吉特氏[10][11]。
- 馬齊、馬武、李榮保 (弟)
- 衲爾泰，三等侍卫、世袭佐领 (子)
- 薩爾泰，天津协领（子）
- 薩爾圖，无嗣
- 保祝、傅清、傅玉 (姪)
- 孙女：佐领纳尔泰之女嫁觉罗常明为嫡妻；[12]
- 曾孙女：薩爾泰之孙女、荆州副都统富森布之女嫁杭州将军、奉恩镇国公果爾豐阿为嫡妻，[13]另一女嫁護軍叅領奉恩將軍宗室爱新泰为繼妻。[14]
- 元孙女：富森布之曾孙女、善興之孙女、岳克清阿之女，嫁多羅贝勒延綬后代宗室亨雅。[15]富察氏生年不详卒于道光十三年（1833年）。[16]

## 延伸阅读
[在维基数据编辑]
 《清史稿·卷281》，出自趙爾巽《清史稿》